# С-22 (подводная лодка)
С-22— советская дизель-электрическая торпедная подводная лодка серии IX-бис-2, тип С — «Средняя» времён Второй мировой войны. Вошла в строй после окончания войны, входила в состав Тихоокеанского флота, списана в 1955 году.

## История строительства
С-22 заложена 25 июня 1940 года на заводе № 112 «Красное Сормово» в Горьком под заводским номером 295. Спущена на воду 2 мая 1941 года. Начало Великой Отечественной войны С-22 встретила в достройке. В 1942—1946 годах была достроена по проекту IX-бис-2, получив ряд усовершенствований. По одним данным достраивалась на «Красном Сормово», по другим — в Астрахани на заводе № 638 «им. Сталина».

## История службы
25 мая 1946 года С-22 вступила в строй, 28 мая поднят военно-морской флаг. 15 июля лодка вошла в состав Каспийской флотилии. К 13 октября 1946 года С-22 прибыла из Баку в Полярное к месту постоянного базирования, вошла в состав 5-го дивизиона Бригады подводных лодок Северного флота.
В 1949—1950 годах С-22 вместе с однотипными подводными лодками С-21 и С-24 в составе экспедиции особого назначения ЭОН-49 перешла Северным морским путём на Дальний Восток. Зимовку 1949—1950 года лодки провели в Тикси. 21 сентября 1950 года вошла в состав 5-го ВМФ, зачислена в состав 1-й бригады подводных лодок, базировалась во Владивостоке на бухту Малый Улисс, в марте 1951 года передана 123-й бригаде подводных лодок. В 1952 году перебазирована в Находку, в следующем году обратно во Владивосток. В конце 1954 года вошла в состав 182-й бригады подводных лодок, базировалась на бухту Крашенинникова (Камчатка). 14 марта 1955 года С-22 исключена из боевого состава и переоборудована в плавучую зарядовую станцию, вскоре переименована в ПЗС-54. В 1957 году переименована в ЗАС-7 и переведена во Владивосток. В 1966 году переименована в ПЗС-14.
Окончательно исключена из списков флота 30 января 1967 года, затем утилизирована.